# La Falda (canción)
«La falda» (estilizado en mayúsculas) es una canción del rapero y cantante puertorriqueño Myke Towers. Fue lanzada el 23 de noviembre de 2023 como la pista número dos de su cuarto álbum de estudio, LVEU: Vive la tuya… no la mía a través de Warner Music Latina y Warner Records.

## Letra y antecedentes
El artista anunció en redes que el álbum se lanzaría el 23 de noviembre.

## Premios y nominaciones
| Año  | Premio             | Categoría       | Nominados | Resultado | Referencia |
| ---- | ------------------ | --------------- | --------- | --------- | ---------- |
| 2025 | Premios Lo Nuestro | Canción Del Año | La Falda  | Nominado  | [ 2 ]      |